# Елинка (приток Снова)
Елинка (укр. Єлінка) — левый приток Снова, протекающий по  Климовскому району (Брянская область, Россия) и Корюковскому району (Черниговская область, Украина). В издании «Екологічний паспорт Чернігівської області» не упоминает Елинка, но упоминается река Хмелинка — приток Снова, длиной 11 км

## География
Длина — 13 км. Среднее течение реки (село Елино) находится на высоте 125,2 м над уровнем моря. Елинка образована русловыми процессами (русловая многорукавность) реки Снов. Сообщается со Сновом протоками. В Елинку впадают канава Боевая, Хмелинка. Вытекают Осинка и Проезд, впадающие в Снов, канава Боевая, впадающая в рукав Снова Домашовка.    
Русло умеренно-извилистое. Частично канализировано (выпрямлено в канал), шириной 7 м и глубиной 1,5 м. Пойма занята заболоченными участками, лесом. Притоки: канава Боевая. 
Берёт начало на территории Климовского района Брянской области (Россия) южнее села Хоромное. Река делает несколько плавных поворотов, течёт на юго-запад, затем пересекает государственную границу Украины и России, затем в среднем течении — запад и в нижнем течении — северо-запад. Впадает в Снов южнее Спасского (нежилой) на государственной границы Украины и России.
Населённые пункты на реке: Елино.